# Карликові антилопи
Карликові антилопи (Neotragini) — триба ссавців родини бикових, що включає низку родів антилоп.

## Класифікація
В трибу карликових антилоп включають такі роди і види:
- Dorcatragus
  - Бейра D. megalotis
- Madoqua
  - Madoqua guentheri
  - Madoqua kirkii
  - Madoqua piacentinii
  - Madoqua saltiana
- Neotragus
  - Neotragus batesi
  - Суні N. moschatus
  - Антилопа карликова N. pygmaeus
- Oreotragus
  - Oreotragus oreotragus
- Ourebia
  - Орібі O. ourebi
- Raphicerus
  - Raphicerus campestris
  - Raphicerus melanotis
  - Raphicerus sharpei

Деякі теріологи (Haltenorth, 1963) розглядали цю трибу як окрему підродину (Neotraginae).